# Xysticus facetus
Xysticus facetus is een spinnensoort uit de familie van de krabspinnen (Thomisidae).
De wetenschappelijke naam van de soort werd in 1896 gepubliceerd door Octavius Pickard-Cambridge.